# Stinking Bishop (formaggio)
Lo Stinking Bishop (letteralmente vescovo puzzolente) è un formaggio a crosta lavata inventato a Dymock, nel Gloucestershire (Inghilterra).

## Storia
Nel 1972 vi erano nel mondo soltanto 68 giovenche di razza Gloucester. Charles Martell della Charles Martell and Son di Dymock acquistò molte delle mucche sopravvissute e cominciò a produrre formaggio dal loro latte per promuovere tale razza bovina. Da allora, la sua mandria si estese a 25 mucche femmine e il rinnovato interesse per tali animali da parte di altri agricoltori portò a 450 il numero di esemplari esistenti di bovini Gloucester. La dimensione relativamente piccola della mandria di Martell fa sì che il latte delle vacche Gloucester debba essere combinato con il latte di frisone proveniente da un'altra fattoria. Il latte utilizzato viene pastorizzato. Nel 2010 lo Stinking Bishop vinse il primo premio ai British Cheese Awards. Trattandosi di un formaggio artigianale di cui vengono prodotte circa 20 tonnellate ogni anno, lo Stinking Bishop non viene venduto nei supermercati e oggi è disponibile in pochi punti vendita del Regno Unito.

## Caratteristiche
Il formaggio Stinking Bishop è un formaggio morbido a crosta lavata ricavato dal latte delle mucche Gloucester. Il suo colore varia dal bianco/giallo al beige e ha una buccia che può essere arancione o grigia. Ha un sapore delicato e un sentore erboso e presenta un contenuto di grassi pari al 45%. Il suo forte odore deriva dal processo con cui viene lavato durante la sua maturazione in quanto viene immerso nel perry ricavato dalla pera locale Stinking Bishop (da cui il formaggio prende il nome) ogni quattro settimane mentre matura: un tipo di lavorazione ispirata a quelle dei monaci cistercensi, i cui formaggi presentano croste imbevute in liquidi di vario tipo fortemente aromatici. Come molti formaggi monastici, questa varietà viene fatta maturare in ambienti molto umidi e per aumentare il tasso di umidità e favorire l'attività batterica del latticino, il sale non viene aggiunto fino a quando il formaggio non viene rimosso dallo stampo. Lo Stinking Bishop viene modellato in stampi rotondi larghi 20 centimetri di diametro, 4 centimetri di profondità e che possono contenere 2 chilogrammi di formaggio.